# Нововиігришнева
Новови́ігришнева (рос. Нововыигришнева) — присілок у складі Аромашевського району Тюменської області, Росія.
Населення — 8 осіб (2010, 42 у 2002).
Національний склад станом на 2002 рік:
- росіяни — 60 %
- татари — 40 %